# Oleg (jméno)
Oleg je mužské křestní jméno skandinávského původu. Vzniklo ze staroskandinávského jména Helgi a vykládá se jako „svatý, spásu přinášející“, nebo přeneseně jako „silný, zdravý“. Ženským protějškem jména je Olga.
Podle českého kalendáře má svátek 20. září.

## Oleg v jiných jazycích
- slovensky, francouzsky, německy, italsky, španělsky, rusky, polsky: Oleg
- ukrajinsky: Oleh

## Známí nositelé jména
- Oleg – pololegendární varjažský bojovník
- Oleg Antonov – sovětský letecký konstruktér a nositel řady sovětských vyznamenání
- Oleg Peňkovskij – plukovník vojenské zpravodajské služby Sovětského svazu (GRU), který od roku 1960 pracoval jako dvojitý agent také pro západní demokratické země (Spojené státy americké a Velkou Británii)
- Oleg Sus – český estetik, literární vědec a kritik
- Oleg Svátek – český generál, legionář 1. světové války, člen Obrany národa